# Franz Gerhard Pruneder
Franz Gerhard Pruneder (* um 1692, Geburtsort unbekannt; † 27. Oktober 1764 in Heiligenkreuz, Österreich) war ein österreichischer, römisch-katholischer Organist und Komponist.

## Leben und Werk
Franz Gerhard Pruneder wurde als Sohn von Maria Susanne Pruneder und Oswald Pruneder (Tafeldecker, Stiftsmusiker und „Ahnherr dreier Generationen von Musikern und Bediensteten“ des Stiftes Heiligenkreuz) geboren.
Franz Gerhard war einer von drei Söhnen. Seine Brüder Adam und Ferdinand Pruneder fungierten ebenso als Stiftsmusiker und Kammerdiener des 54. Heiligenkreuzer Abtes, Gerhard Weixelberger.
Der Familientradition folgend, begann Franz Gerhard seine Ausbildung zunächst als Sängerknabe in Heiligenkreuz. Er verblieb anschließend als Musiker im Stift und erlernte vom Präfekt der Sängerknaben Johann Baptist Peyer “das Orgelspiel und die Kunst des Satzes”. Im Jahre 1715 wurde Pruneder zum Organisten des Stifts und im Alter von 20 Jahren schließlich zum Nachfolger von Peyer als Sängerknabenpräfekt.
Er hatte aus seiner Ehe mit Rosa Stigler aus Siegenfeld zwei Söhne: Franz de Paula (1720–1786, Stiftsorganist nach dem Tod seines Vaters) und Gerhard Franz Pruneder (1724–1750, Bassist).

## Kompositionen
Pruneders Kompositionen beschränkten sich nicht auf den geistlichen Kontext, sondern schlossen auch weltliche Musik mit ein. Hiervon ist einiges nicht erhalten, in klösterlichen Archiven lassen sich unter anderem jedoch folgende Werke nachweisen:
- 3 Messen, diverse Offertorien und Litaneien in Göttweig
- 3 Messen in Klosterneuburg
- 4 Messen in Herzogenburg
- 3 Messen in Kremsmünster
- 1 Messe und 2 Psalmen in Neukloster
- 13 Messen in Seitenstetten
- 2 Messen in Schottenstift

Auch die Gesellschaft der Musikfreunde in Wien hat einige weitere Werke Pruneders in ihrem Besitz.